# Фредерік (Колорадо)
Фредерік (англ. Frederick) — місто (англ. town) в США, в окрузі Велд штату Колорадо. Населення — 14 513 особи (2020).

## Географія
Фредерік розташований за координатами 40°6′34″ пн. ш. 104°57′55″ зх. д. / 40.10944° пн. ш. 104.96528° зх. д. (40.109325, -104.965283).  За даними Бюро перепису населення США в 2010 році місто мало площу 35,16 км², з яких 34,81 км² — суходіл та 0,35 км² — водойми. В 2017 році площа становила 36,96 км², з яких 36,62 км² — суходіл та 0,35 км² — водойми.

## Демографія
Згідно з переписом 2010 року, у місті мешкало 8679 осіб у 2950 домогосподарствах у складі 2366 родин. Густота населення становила 247 осіб/км².  Було 3070 помешкань (87/км²).
Расовий склад населення:
| - 89,3 % — білих - 2,1 % — азіатів - 0,5 % — чорних або афроамериканців - 0,4 % — корінних американців - 4,6 % — осіб інших рас |

До двох чи більше рас належало 3,1 %. Частка іспаномовних становила 14,1 % від усіх жителів.
За віковим діапазоном населення розподілялося таким чином: 31,0 % — особи молодші 18 років, 62,6 % — особи у віці 18—64 років, 6,4 % — особи у віці 65 років та старші. Медіана віку мешканця становила 34,2 року. На 100 осіб жіночої статі у місті припадало 101,4 чоловіків;  на 100 жінок у віці від 18 років та старших — 98,2 чоловіків також старших 18 років.
Середній дохід на одне домашнє господарство  становив 99 588 доларів США (медіана — 89 386), а середній дохід на одну сім'ю — 104 070 доларів (медіана — 97 992). Медіана доходів становила 64 811 долар для чоловіків та 46 432 долари для жінок. За межею бідності перебувало 4,0 % осіб, у тому числі 4,4 % дітей у віці до 18 років та 2,1 % осіб у віці 65 років та старших.
Цивільне працевлаштоване населення становило 5381 осіб. Основні галузі зайнятості: освіта, охорона здоров'я та соціальна допомога — 22,2 %, науковці, спеціалісти, менеджери — 12,2 %, виробництво — 9,9 %, роздрібна торгівля — 9,6 %.